# Abdelmalik Lahoulou
Abdelmalik Lahoulou (in arabo عبد المالك لحولو‎?; Jijel, 7 maggio 1992) è un ostacolista e velocista algerino.

## Palmarès
| Anno | Manifestazione          | Sede           | Evento            | Risultato  | Prestazione | Note                                     |
| ---- | ----------------------- | -------------- | ----------------- | ---------- | ----------- | ---------------------------------------- |
| 2009 | Mondiali allievi        | Bressanone     | 400 m hs          | Batteria   | 55"30       |                                          |
| 2009 | Mondiali allievi        | Bressanone     | Staffetta svedese | Finale     | dq          |                                          |
| 2010 | Mondiali juniores       | Moncton        | 400 m hs          | Batteria   | 53"00       |                                          |
| 2013 | Giochi del Mediterraneo | Mersin         | 400 m hs          | 7º         | 51"09       |                                          |
| 2013 | Giochi del Mediterraneo | Mersin         | 4×400 m           | 4º         | 3'08"27     |                                          |
| 2014 | Campionati africani     | Marrakech      | 400 m hs          | Batteria   | 51"67       |                                          |
| 2015 | Universiadi             | Gwangju        | 400 m hs          | Argento    | 48"99       |                                          |
| 2015 | Mondiali                | Pechino        | 400 m hs          | Semifinale | 48"87       | Record nazionale                         |
| 2015 | Giochi panafricani      | Brazzaville    | 400 m hs          | Oro        | 48"67       | Record nazionale                         |
| 2015 | Giochi panafricani      | Brazzaville    | 4×400 m           | Bronzo     | 3'03"07     |                                          |
| 2016 | Campionati africani     | Durban         | 400 m hs          | Batteria   | dns         |                                          |
| 2016 | Giochi olimpici         | Rio de Janeiro | 400 m hs          | Semifinale | 49"08       |                                          |
| 2017 | Mondiali                | Londra         | 400 m hs          | Semifinale | 49"33       |                                          |
| 2017 | Universiadi             | Taipei         | 400 m hs          | Bronzo     | 49"30       |                                          |
| 2018 | Giochi del Mediterraneo | Tarragona      | 400 m hs          | 4º         | 49"45       | Miglior prestazione personale stagionale |
| 2018 | Giochi del Mediterraneo | Tarragona      | 4×400 m           | Bronzo     | 3'05"28     |                                          |
| 2018 | Campionati africani     | Asaba          | 400 m piani       | Batteria   | dns         |                                          |
| 2018 | Campionati africani     | Asaba          | 400 m hs          | Oro        | 48"47       |                                          |
| 2018 | Campionati africani     | Asaba          | 4×400 m           | 5º         | 3'05"27     |                                          |
| 2019 | Giochi panafricani      | Rabat          | 400 m hs          | Oro        | 49"08       |                                          |
| 2019 | Mondiali                | Doha           | 400 m hs          | 8º         | 49"46       |                                          |
| 2021 | Giochi olimpici         | Tokyo          | 400 m hs          | Semifinale | 49"14       |                                          |
| 2022 | Campionati africani     | Saint Pierre   | 400 m hs          | Argento    | 50"10       |                                          |
| 2022 | Giochi del Mediterraneo | Orano          | 400 m hs          | Bronzo     | 48"87       |                                          |
| 2022 | Giochi del Mediterraneo | Orano          | 4×400 m           | Oro        | 3'03"41     |                                          |
| 2022 | Mondiali                | Eugene         | 400 m hs          | Semifinale | 48"90       |                                          |
| 2023 | Mondiali                | Budapest       | 400 m hs          | Batteria   | dnf         |                                          |
| 2024 | Giochi panafricani      | Accra          | 400 m hs          | 6º         | 50"34       |                                          |
| 2024 | Campionati africani     | Douala         | 400 m hs          | Bronzo     | 49"36       |                                          |